# Schlabendorf
Schlabendorf è una frazione (Ortsteil) della città tedesca di Luckau, nel Land del Brandeburgo.

## Storia
Nel 2003 il comune di Schlabendorf venne soppresso e aggregato alla città di Luckau.